# چندلمسی

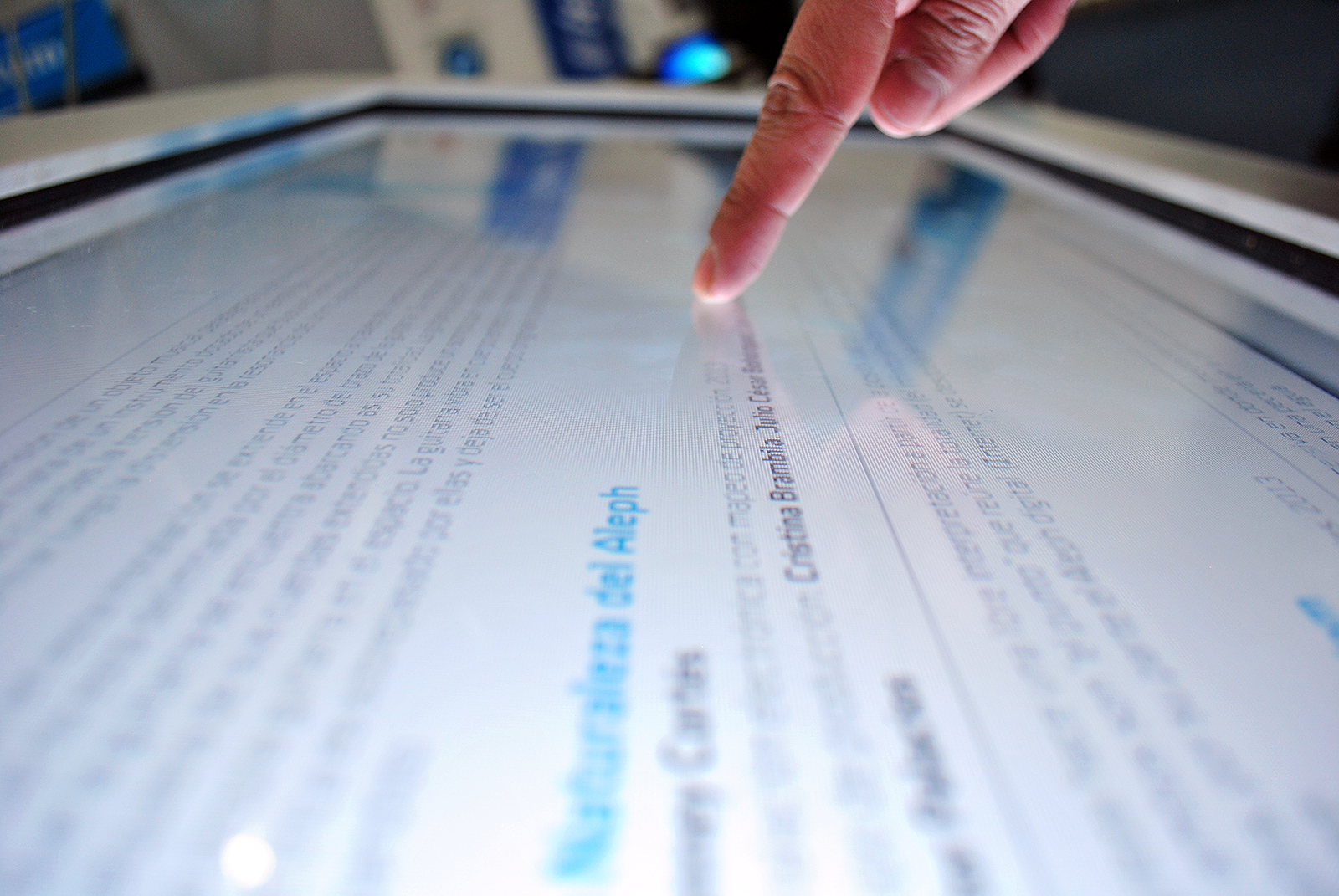
ویژگی چندلمسی صفحه نمایش

یک روش برهم‌کنش است که در صفحه نمایش کامپیوتر یا کامپیوترهای جیبی استفاده می‌شود. یعنی به جای استفاده از ماوس یا قلم نوک سوزنی، چند لمسی به کاربر این امکان را می‌دهد تا همزمان با لمس دو یا چند محل به وسیلهٔ انگشت از صفحه نمایش استفاده کند.